# Kapucijnenkerk (Warschau)
De Kapucijnenkerk, Transfiguratiekerk of voluit De Kapucijnenkerk van de Transfiguratie, (Pools: Kościoł Kapucynów) is een kerk in Warschau. 
De kerk werd gesticht door Jan III Sobieski uit dankbaarheid aan God, wegens het halen van de overwinning op het Beleg van Wenen in 1683. De kerk ligt naast het Pac-paleis aan de Ulica Miodowa en vlak bij het Koninklijk Kasteel. Het is de kerk van de kapucijnen in Warschau.

## Geschiedenis

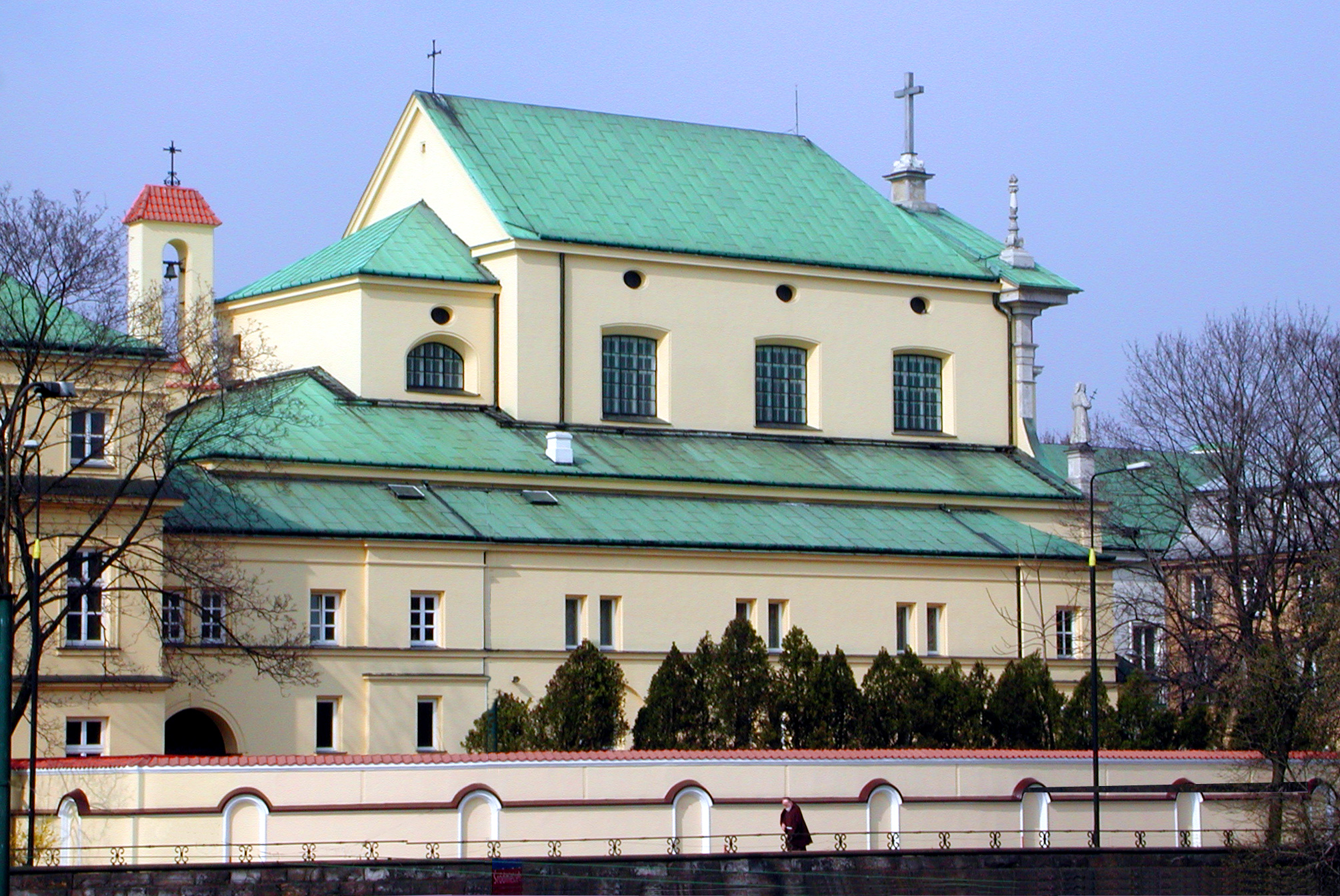
Kapucijnerkerk van de Transfiguratie,gefotografeerd vanaf de zijkant

De kerk is gesticht uit dankbaarheid aan God door Jan III Sobieski, wegens de overwinning van Polen-Litouwen op het Ottomaanse rijk bij het Beleg van Wenen in 1683. De werkzaamheden begonnen in 1683 en duurden tot 1692. De architecten waren Izydor Affaita en Carlo Ceroni. Waarschijnlijk maakte de architecten gebruik van de ontwerpen van Tielman van Gameren en Augustino Locci de Jongere. In de kerk wordt de urn met het hart van Koning Jan III Sobieski bewaard, zijn lichaam is bijgezet in de Koninklijke crypte van de Wawelkathedraal in Krakau.
De strakke fącade toont enig verwantschap met de Kapucijnenkerk in Rome.